# Szabó Kálmán (labdarúgó)
Szabó Kálmán (Cegléd, 1904. augusztus 4. – Győr, 1978. április 14.) labdarúgó. 1920-ban került Győrbe és lakatosinasként dolgozott.

## Pályafutása

### Játékosként
1921-ben lett a Győri ETO labdarúgója. Tagja volt a Nyugati Labdarúgó-alszövetség (NYLASZ) válogatottjának. Az 1920-as és 1930-as évek egyik legnépszerűbb győri sportolója volt. Labdarúgó pályafutását a Győri Textil csapatában fejezte be.